# Gare de Bouray
La gare de Bouray est une gare ferroviaire française de la ligne de Paris-Austerlitz à Bordeaux-Saint-Jean, située sur le territoire de la commune de Lardy, à proximité de Bouray-sur-Juine, dans le département de l'Essonne en région Île-de-France.
Elle est mise en service en 1843 par la Compagnie du chemin de fer de Paris à Orléans (PO).
C'est une gare de la Société nationale des chemins de fer français (SNCF) desservie par les trains de la branche C6 du RER C.

## Situation ferroviaire
Établie à 84 mètres d'altitude, la gare de Bouray se situe au point kilométrique (PK) 39,705 de la ligne de Paris-Austerlitz à Bordeaux-Saint-Jean entre les gares de Marolles-en-Hurepoix et Lardy.

## Histoire
La station de Bouray est mise en service le 5 mai 1843 (l'inauguration de la ligne a eu lieu le 3 mai) par la Compagnie du chemin de fer de Paris à Orléans (PO), lorsqu'elle ouvre à l'exploitation la section de Juvisy à Orléans,.
En 2014, selon les estimations de la SNCF, la fréquentation annuelle de la gare est de 1 366 200 voyageurs.

## Service des voyageurs

### Accueil
Gare SNCF, elle dispose d'un bâtiment voyageurs, avec guichet, ouvert tous les jours. Elle est équipée d'un affichage des horaires des trains en temps réel et d'automates pour l'achat de titres de transport Transilien.

### Desserte
Bouray, située en zone 5, est desservie par les trains de la Ligne C du RER d'Île-de-France : Saint-Quentin-en-Yvelines - Saint-Martin-d'Étampes.

### Intermodalité
Un parc pour les vélos et un parking pour les véhicules y sont aménagés. La gare est desservie par les lignes 4305, 4306, 4316, 4323 et Soirée Bouray du réseau de bus Essonne Sud Est et par les lignes 4432, 4433, 4437 et le service de transport à la demande du réseau de bus Essonne Sud Ouest.